# Apterocorypha somalica
Apterocorypha somalica är en bönsyrseart som beskrevs av Atilio Lombardo 1985. Apterocorypha somalica ingår i släktet Apterocorypha och familjen Thespidae. Inga underarter finns listade i Catalogue of Life.